# Alpen Cup w skokach narciarskich 1992/1993
Alpen Cup w skokach narciarskich 1992/1993 – 3. edycja Alpen Cupu, która rozpoczęła się 19 grudnia 1992 roku w Planicy, a zakończyła 20 marca 1993 w Breitenbergu. Rozegrano 6 konkursów.

## Kalendarz i wyniki
| Lp.                                        | Data                                       | Miejscowość                                | Punkt K                                    | 1. miejsce        | 2. miejsce                                       | 3. miejsce        |
| ------------------------------------------ | ------------------------------------------ | ------------------------------------------ | ------------------------------------------ | ----------------- | ------------------------------------------------ | ----------------- |
| 1.                                         | 19 grudnia 1992                            | Planica                                    | K-90                                       | Matjaž Kladnik    | Jérôme Gay                                       | Andreas Widhölzl  |
| 2.                                         | 6 stycznia 1993                            | Villach                                    | K-80                                       | Thomas Kuglitsch  | Gerhard Gattinger                                | Gerhard Schallert |
| 3.                                         | 9 stycznia 1993                            | Predazzo                                   | K-90                                       | Andreas Widhölzl  | Thomas Kuglitsch                                 | Gerhard Gattinger |
| 4.                                         | 30 stycznia 1993                           | Reit im Winkl                              | K-80                                       | Gerhard Schallert | Andreas Beck                                     | Christoph Bieler  |
| 5.                                         | 20 lutego 1993                             | Klingenthal                                | K-65                                       | Adolf Grugger     | Ronny Hornschuh                                  | Bernhard Fürweger |
| 6.                                         | 23 marca 1993                              | Breitenberg                                | K-70                                       | René Rosenbaum    | Bernd Börnig                                     | Stefan Petersohn  |
| Alpen Cup 1992/1993 – klasyfikacja końcowa | Alpen Cup 1992/1993 – klasyfikacja końcowa | Alpen Cup 1992/1993 – klasyfikacja końcowa | Alpen Cup 1992/1993 – klasyfikacja końcowa | Adolf Grugger     | Andreas Beck Gerhard Gattinger Gerhard Schallert | –                 |

## Klasyfikacja generalna
| Źródło  | Źródło            | Źródło | Źródło |
| Miejsce | Zawodnik          | Punkty |        |
| ------- | ----------------- | ------ | ------ |
| 1.      | Adolf Grugger     | 60     |        |
| 2.      | Andreas Beck      | 55     |        |
| 2.      | Gerhard Gattinger | 55     |        |
| 2.      | Gerhard Schallert | 55     |        |
| 5.      | Thomas Kuglitsch  | 53     |        |
| 6.      | Andreas Widhölzl  | 40     |        |
| 7.      | Nicolas Dessum    | 33     |        |
| 8.      | Zoran Zupančič    | 31     |        |
| 9.      | René Rosenbaum    | 26     |        |
| 10.     | Alexander Herr    | 26     |        |
| 10.     | Ronny Hornschuh   | 26     |        |
| 10.     | Matjaž Kladnik    | 26     |        |
| ...     |                   |        |        |